# Асино
Асино (на руски: Асино) е град в Русия, административен център на Асиновски район, Томска област. Населението на града към 1 януари 2018 година е 24 351 души.

## История
Селището е основано през 1896 година под името Ксеневка, в чест на сестрата на Николай II – Ксения Александровна. През 1933 г. получава името Асино, а през 1952 година получава статут на град.